# Deškovycja
Deškovycja, česky Deškovce, ukrajinsky Дешковиця, maďarsky Deskófalva, je část obce Brid v iršavské městské komunitě, v okrese Chust, v Zakarpatské oblasti Ukrajiny. V roce 2001 zde žilo 690 obyvatel. Ve vsi žije komunita noahidistů.

## Historie
První písemná zmínka pochází z roku 1581. Do uzavření Trianonské smlouvy byla ves součástí Uherska. Poté byla ves součástí Československa; za první československé republiky byla ves vedena pod názvem Deškovce.

## Pamětihodnosti
- Ve vsi se dochovala architektonická památka národního významu – dřevěný chrám Ochrany Panny Marie se zvonicí,[3] postavený v 18. století a přestavěný v roce 1839. Chrám byl zrekonstruován v roce 1927.
- Synagoga
- Židovský hřbitov

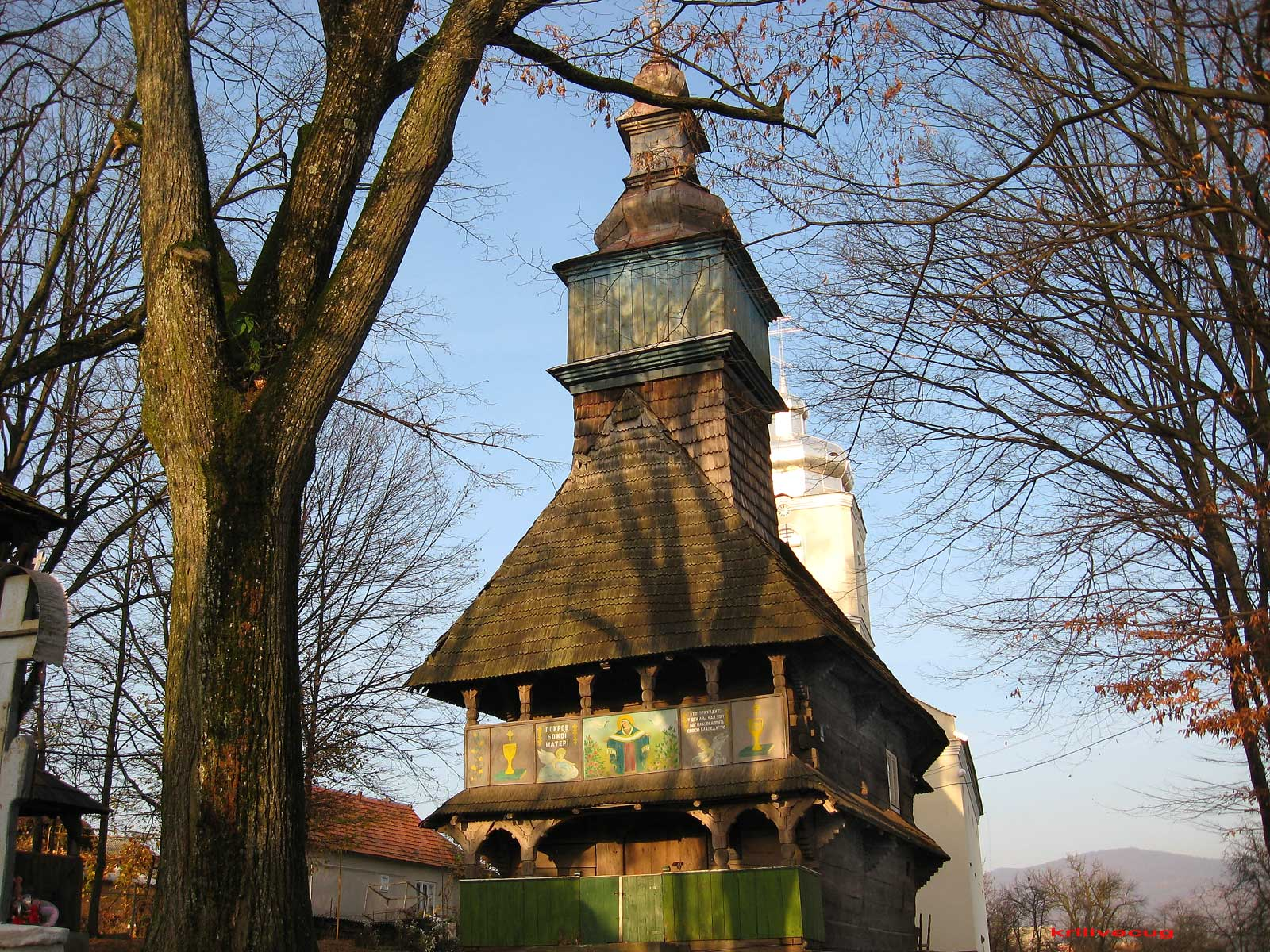
Chrám Ochrany Panny Marie
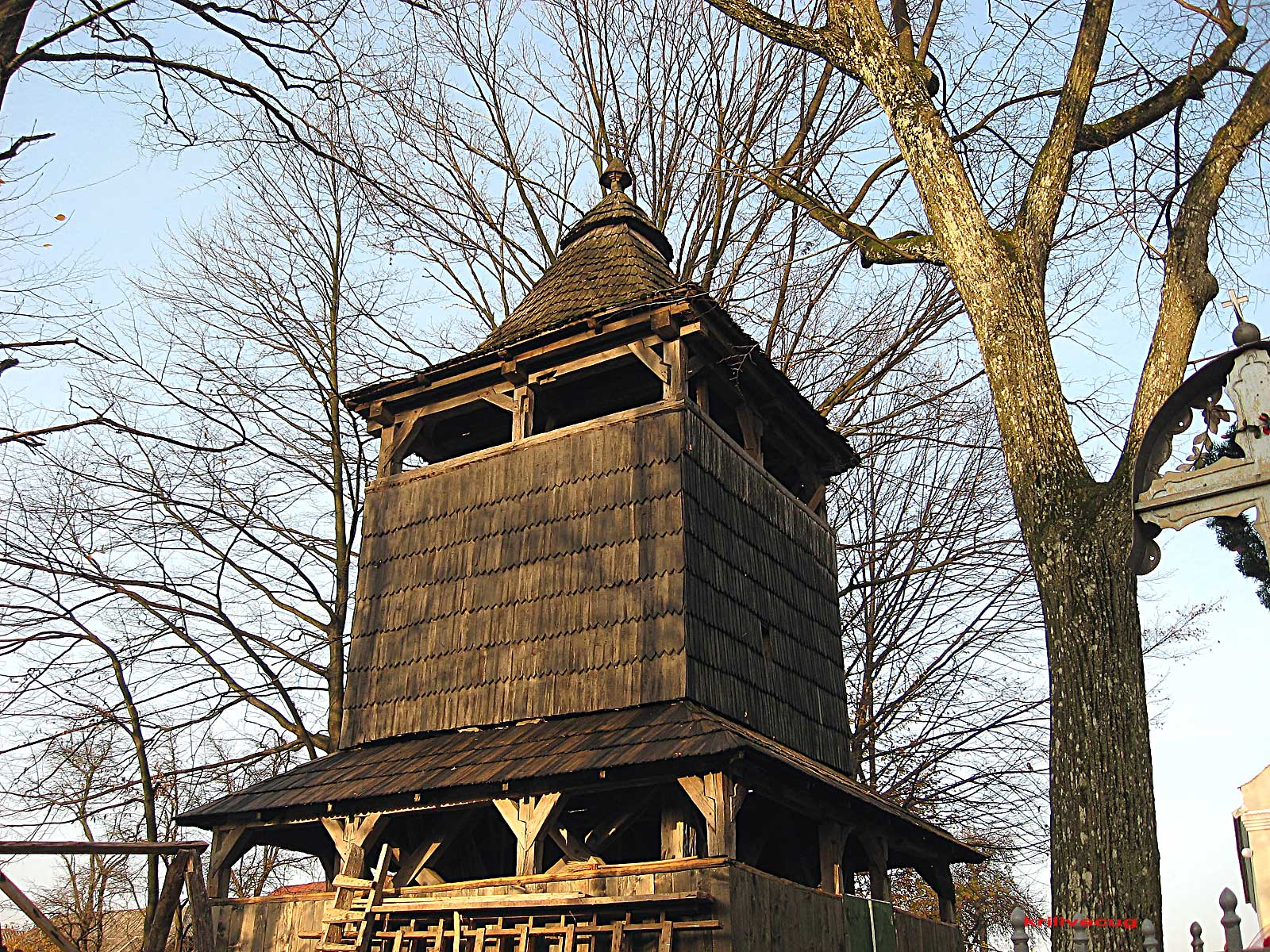
Zvonice chrámu Ochrany Panny Marie